# Warszewiczia coccinea
Warszewiczia coccinea (ili chaconia, divlja poinsettia ili ponos Trinidada i Tobaga) je biljka iz skupine kritosjemenjača i državni simbol Trinidada i Tobaga, jer cvate 31. kolovoza, na dan kada je Trinidad i Tobago stekao neovisnost od Ujedinjenog kraljevstva. To je ornamentalna biljka, koja je poznata po svom svjetlo crvenom cvatu i neprimjetnim žutim laticama.

## Taksonomija
Prvi opis biljke dali su 1853. Martin Vahl i Johann Friedrich Klotzsch u časopisu Flora.

### Sinonimi
- Calycophyllum coccineum (Vahl)
- Macrocnemum coccineum (Vahl)
- Mussaenda coccinea (Vahl)
- Warszewiczia macrophylla (Wedd)
- Warszewiczia maynensis(Wedd)
- Warszewiczia poeppigiana (Klotzsch)
- Warszewiczia pulcherrima (Klotzsch)
- Warszewiczia schomburgkiana (Klotzsch)
- Warszewiczia splendens (Wedd)[2]

## Galerija
- Američki prikaz dekorativnih i orijentalnih biljaka iz 1920. godine
- Ilustracija iz knjige danskog botaničara A. S. Ørsteda
- Prikaz zasađene biljke u gradu

## Vanjske poveznice
- Svjetska lista biljaka porodice Rubiaceae
- Vijesti Trinidadske vlade: Nacionalni cvijet  Arhivirana inačica izvorne stranice od 17. prosinca 2012. (Wayback Machine)

|  | Zajednički poslužitelj ima još gradiva o temi Warszewiczia |
|  | Wikivrste imaju podatke o taksonu Warszewiczia             |